# CityRail (Belgique)
Cet article concerne les trains de banlieue bruxellois. Pour la compagnie australienne, voir CityRail.
 (novembre 2018).
Améliorez-le ou discutez des points à vérifier. 
En attendant la finalisation du RER bruxellois, la SNCB a lancé l'offre CityRail, dans le but de mettre en avant les possibilités d'accès à la capitale en transports en commun.

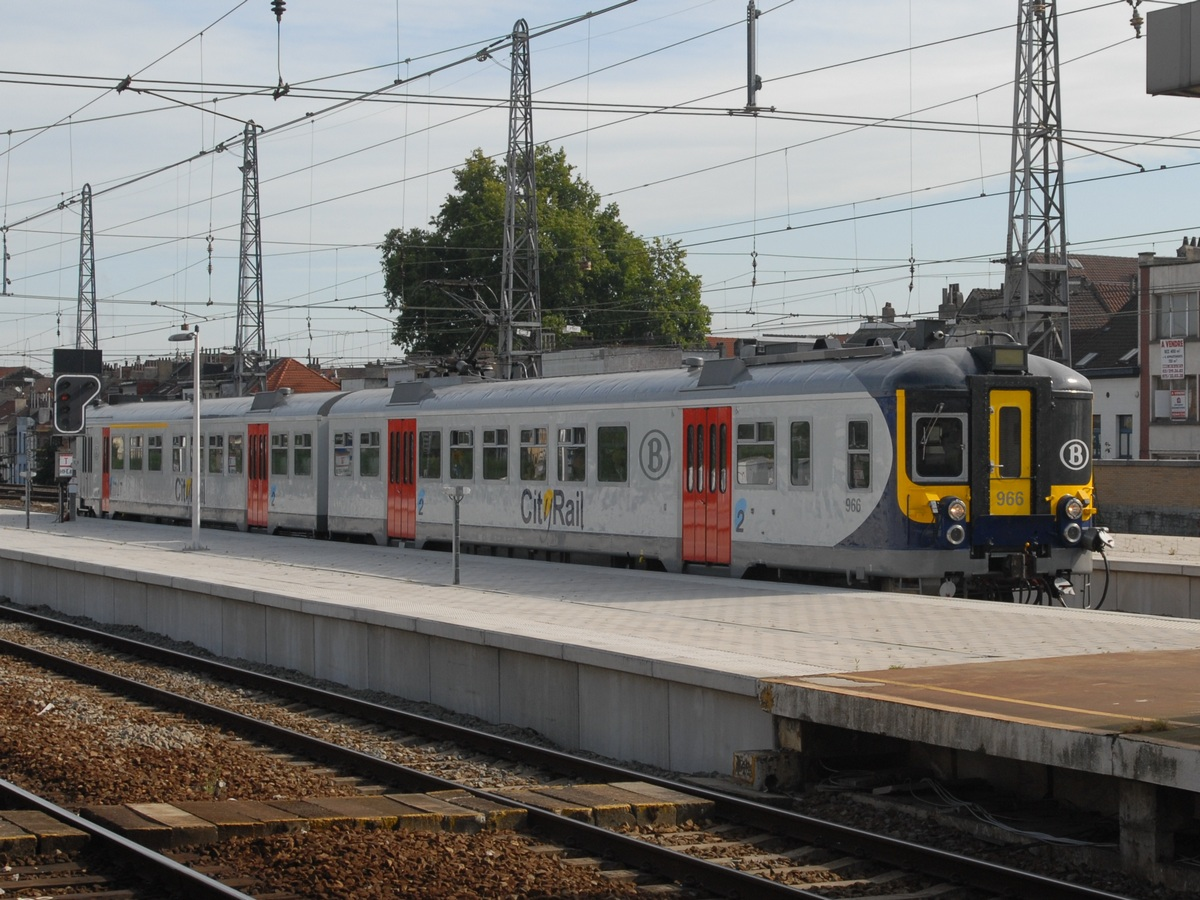
Automotrice classique avec livrée CityRail

Ces trains sont assurés par des automotrices classiques modernisées.
Six relations était exploitées sous ce nom :
- CR-1  Braine-l'Alleud - Bruxelles-Luxembourg - Alost
- CR-2  Grammont - Enghien - Bruxelles - Termonde
- CR-3  Nivelles - Bruxelles - Louvain-la-Neuve
- CR-4  Bruxelles - Zottegem/Grammont
- CR-5  Alost - Bruxelles
- CR-6  Braine-le-Comte - Hal - Bruxelles - Louvain

À partir du 9 décembre 2012, à la suite d'une adaptation des horaires, la SNCB a remplacé toutes les liaisons CityRail par des liaisons L.
À partir du 31 décembre 2015, la SNCB lance l'offre S, un réseau de 141 gares dans  et autour de Bruxelles c'est le Réseau express régional bruxellois (RER)
sous le nom de train S, en attendant la mise en service complète du RER Bruxellois en 2024-2031.